# تالاتاماتی
تالاتاماتی (به لاتین: Talatamaty) یک منطقهٔ مسکونی در ماداگاسکار است که در آمبوهیدراتریمو واقع شده‌است. تالاتاماتی ۱۲٬۱۹ کیلومتر مربع مساحت و ۴۴٬۰۸۲ نفر جمعیت دارد و ۱٬۲۴۹ متر بالاتر از سطح دریا واقع شده‌است.